# تپه چیا بل آزاد بخت
تپه چیا بل آزاد بخت در شهرستان کوهدشت، بخش مرکزی، دهستان کوهدشت جنوبی، روستای چنار بالا واقع شده و این اثر در تاریخ ۲۳ بهمن ۱۳۸۵ با شمارهٔ ثبت ۱۷۱۸۶ به‌عنوان یکی از آثار ملی ایران به ثبت رسیده است.